# Coljava
Coljava este o localitate din comuna Komen, Slovenia, cu o populație de 48 de locuitori.